# Страны бассари
Стра́ны бассари: культурные ландшафты Бассари и Бедик (или Зе́мли народа бассари, англ. Bassari Country: Bassari, Fula and Bedik Cultural Landscapes) — объект Всемирного наследия ЮНЕСКО в Сенегале. Представляет собой три области на юго-востоке Сенегала (Салемата, Бандафасси и Диндифелло), содержащие памятники культуры народов, обитавших в этом регионе с XI по XIX века, — бассари, бедик и фула. Включён в список Всемирного наследия в 2012 году.

## Общая характеристика
Объект Всемирного наследия, известный как Страны бассари, представляет собой собрание хорошо сохранившихся культурных ландшафтов и располагается на территории трёх географических областей в юго-восточной части Сенегала (недалеко от границы с Мали и Гвинеей): Салемата, Бандафасси и Диндифелло. Несмотря на общее название, культурное наследие народов бассари, бедик и фула, населявших эти области с XI по XIX века, различается, в том числе в результате адаптации условий жизни к окружающей среде. Культурный ландшафт области Салемата, где проживали бассари, характеризуется террасами и рисовыми полями, которые перемежаются с сёлами, деревнями и археологическими раскопами. Для деревень народности бедик характерно плотное расположение хижин, отличительной чертой которых в свою очередь являются крутые соломенные крыши. До XX века деревни обычно располагались на возвышенностях, контролируя низины с полями, однако в дальнейшем бассари расселились более широко, обычно рядом с полями, и старинные деревни сохраняют только ритуальное значение.
На территории, входящей в Страны бассари, сохранился традиционный сельский быт со своей системой ритуалов и обычаев, сформировавшихся под влиянием окружающей среды и взаимодействием с другими народами. В целом этот регион относительно труднодоступен, но богат естественными ресурсами и служит местом обитания для многочисленных растительных и животных видов. Два основных географических ландшафта в регионе — заливные поймы и пенеплены на севере и горы на юге. Северная часть представляет собой «лоскутное одеяло» возделанных земель, пастбищ и кустарниковых рощ, а естественные пещеры в южной части предоставляли возможности для развития и обороны отдельных культурных групп. В результате в Странах бассари обнаружены многочисленные ранние следы человеческой деятельности. В регионе использовались такие методы хозяйствования, как общинное земледелие, применение навоза в качестве удобрения и севооборот.